# ソンツェリン寺
ソンツェリン寺は雲南省デチェン・チベット族自治州シャングリラ市にあるゲルク派の寺院。
1680年にダライ・ラマ5世によって創建。
現在、500人程度の僧侶がおり、活仏であるポンド・リンポチェも健在である。中国語では帰化寺ともいう。